# تنگه جورجیا

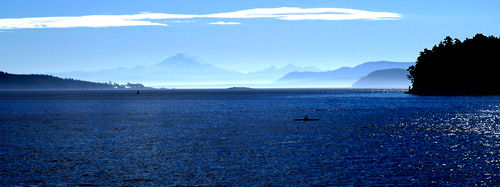
تنگه جورجیا در صبح‌گاه

تنگه جورجیا تنگه‌ای ۲۴۰ کیلومتری بین جزیره ونکوور و ساحل اقیانوس آرام بریتیش کلمبیا در کانادا است. حد فاصل جنوبی آن به تقاطع پیوجت ساند و تنگه خوان فوکا و از شمال به تنگه جانستون ختم می‌شود.
به خاطر فعالیت‌های بندر ونکوور و مسیرهای کشتی‌رانی بریتیش کلمبیا بین ساحل اصلی و جزیره ونکوور این تنگه یکی از آب‌راه‌های کشتی‌رانی اصلی ساحل غربی آمریکای شمالی است.